# Saint-Blaise (Provenza-Alpi-Costa Azzurra)
Saint-Blaise (in italiano, desueto, San Biagio) è un comune francese di 964 abitanti situato nel dipartimento delle Alpi Marittime nella regione della Provenza-Alpi-Costa Azzurra.

## Geografia fisica
Sorge sulla riva sinistra del fiume Varo ai piedi del monte di Costarossa, a breve distanza da Nizza.

## Storia
Menzionato per la prima volta in un documento del 1078, fino al 1777 fece parte del comune di Levenzo. All'epoca del Regno di Sardegna, fino al passaggio del Nizzardo alla Francia, fece parte della divisione e della provincia di Nizza (mandamento di Levenzo).
Nel 2011 Saint-Blaise è entrato a far parte della métropole Nice Côte d'Azur.

## Società

### Evoluzione demografica
Abitanti censiti